# Erik Gogstad
Erik Gogstad (né en 1963) est un bobeur norvégien. Il est né à Sandefjord. Il a participé aux Jeux olympiques d'hiver de 1992, en bob à deux (masculin) avec Atle Norstad.